# Carlos Gallardo
Carlos Gallardo (ur. 22 czerwca 1966 w Coahuila) – meksykański aktor i producent filmowy, sporadycznie także scenarzysta i reżyser. Często współpracuje ze swoim przyjacielem, Robertem Rodriguezem.

## Życiorys
Urodził się w Acuña w Meksyku w irlandzko – meksykańskiej rodzinie. Od dziecka marzył, by zajmować się kinem, więc przyjaciel ojca pożyczył mu 8 milimetrową kamerę, którą kręcił amatorskie filmy. W wieku 13 lat był już wprawnym reżyserem. Inspirował się twórczością Johna Carpentera i George’a Millera, jak również meksykańską kulturą i tradycją.
W 1992 razem z Robertem Rodriguezem nakręcił słynnego El Mariachi, gdzie zagrał główną rolę. Nakręcony za 7000 dolarów i na pożyczonej szesnastomilimetrowej kamerze obraz został bardzo dobrze przyjęty i w 1993 wygrał Festiwal Filmowy w Sundance. Z kolei Gallardo za swoją rolę zdobył nagrodę Independent Spirit.
Nieoczekiwanie filmem zainteresowała się Columbia Pictures, która wprowadziła go do amerykańskich kin, a Rodriguez i Gallardo zyskali rozgłos w Hollywood.
Po sukcesie filmu El Mariachi, Gallardo został współproducentem filmu Desperado, który zapoczątkował amerykańską karierę Salmy Hayek i Antonia Banderasa. On sam także zagrał w nim niewielką rolę. Ten film otworzył mu drzwi do wielu nowych projektów, takich jak Bravo i Single Action, w którym pełnił role producenta, reżysera, aktora i scenarzysty. W 2003 został producentem Pewnego razu w Meksyku, trzeciej części meksykańskiej trylogii Roberta Rodrigueza. Rok później zagrał główną rolę w thrillerze Bandido i współtworzył kolumbijski serial Me amaras bajo la lluvia.
W 2007 Akademia Filmowa w uznaniu jego długoletniej pracy filmowca uhonorowała go oraz Roberta Rodrigueza nagrodą Oscar Night America. Stanowiła także wyraz uznania dla latynoskich filmowców.
W tym samym roku uczestniczył we wspólnym projekcie Roberta Rodrigueza i Quentina Tarantino Grindhouse, gdzie pojawił się w niewielkiej roli. Jego późniejsze produkcje to m.in. dramat Jazzed up Hoodlums, horror Dead Hooker in a Trunk oraz krótki futurystyczny western The Price.
W filmie sensacyjnym Apokalipsa zombie (Redcon-1, 2018) był zarówno producentem wykonawczym, jak i odtwórcą głównej roli jako sierżant Frederick Reeves.

## Filmografia

### Aktor
- 1992: El Mariachi jako El Mariachi
- 1995: Desperado jako Campa
- 1998: Bravo jako Carlos
- 1998: Single Action jako Amigo
- 1999: Na rozdrożu jako Luis
- 2004: Bandido jako Max Cruz, Bandido
- 2005: Curandero jako Curandero
- 2007: Grindhouse Vol. 2: Planet Terror jako zastępca szeryfa Carlos
- 2008: We Are All Latino jako Carlos
- 2009: Dead Hooker in a Trunk jako Bóg
- 2011: The Price jako Ceferino
- 2013: Agent 88 jako Carlos
- 2015: Starwatch jako kapitan Roberto Sabala
- 2018: Apokalipsa zombie (Redcon-1) jako sierżant Frederick Reeves
- 2019: Red 11 jako Camacho
- 2023: Where the Dead Go jako Ray/narator

### Producent
- 1992: El Mariachi
- 1995: Desperado
- 1998: Bravo
- 1998: Single Action
- 2003: Pewnego razu w Meksyku: Desperado 2
- 2004: Me amaras bajo la lluvia
- 2004: Bandido
- 2018: Apokalipsa zombie (Redcon-1)
- 2023: Where the Dead Go

### Reżyser i scenarzysta
- 1998: Single Action